# Route nationale 1 (Belgique)
Pour les articles homonymes, voir Route nationale 1.
La route nationale 1 est une route nationale de Belgique qui relie Bruxelles à la frontière néerlandaise près de Bréda, en passant par Malines et Anvers. Il s'agit d'une des 9 routes nationales radiales qui couvrent le pays à partir de Bruxelles. La route est parallèle sur une bonne partie de son tracé à l'autoroute A1 qui a été mise en service entre 1970 et 1981.

## Historique
En 1712, la route reliant Bruxelles, Malines et Anvers devint la première voie pavée des Pays-Bas méridionaux, alors sous domination espagnole, à établir une connexion entre plusieurs villes. La section finale, manquante entre Trois Fontaines et Laeken, fut aménagée par la ville de Bruxelles. Cette voie reposait en grande partie sur des chemins de terre préexistants.
Sous le règne de Napoléon Bonaparte, un projet visant à structurer un réseau routier national fut élaboré. Dans les Pays-Bas méridionaux, le tracé Bruxelles - Malines - Anvers - Bréda fut intégré à la Route impériale 2, qui reliait Paris à Amsterdam. Avant 1811, certaines initiatives locales avaient déjà vu le jour, comme la construction de la Bredabaan, reliant Brasschaat à Bréda. Cependant, en 1811, la portion située au nord de Maria-ter-Heide demeurait inachevée.
Au fil du temps, la route nationale N1 fut repensée en plusieurs endroits. De nouveaux tracés furent établis, et nombre de sections furent élargies, passant à trois ou quatre voies, notamment à Mortsel et entre Malines et Kontich.

### Nouvelles configurations du tracé
- De Schaerbeek au nord de Vilvorde, empruntant la Vilvoordselaan, la Schaerbeeklei, la Nowélei et la Hendrik I-lei (8,4 km).
- Entre Zemst et Malines, traversant le hameau de Zemst-Brug (2,2 km), dans le cadre des travaux pour l'autoroute A1, destinée à remplacer la N1 sur de longues distances.
- La rue Oscar Van Kesbeeck, à Malines (0,5 km).
- L'avenue Reine Astrid, à Kontich (2,2 km).

## Description du tracé
La N1 débute au Pont Van Praet, sur la Petite Ceinture de Bruxelles, et s'étend vers le nord via la chaussée de Vilvorde. Elle traverse Vilvorde, Malines et Anvers avant d’atteindre la frontière avec les Pays-Bas près de Wernhout, où elle devient la N263 en direction de Bréda. Cette route s'allonge sur une distance totale de 73 kilomètres. Aujourd’hui, l’autoroute A1/E19, qui longe presque parallèlement la N1, offre un itinéraire plus rapide pour relier Bruxelles, Anvers et Bréda, tandis que l’A12 est souvent privilégiée pour rejoindre Berg-op-Zoom depuis Bruxelles.
Dans la Région de Bruxelles-Capitale, comme pour toutes les routes régionales, aucun panneau ne reprend la signalétique "N1".

### Localités sur le parcours
- Bruxelles
- Schaerbeek
- Vilvorde
- Eppegem
- Zemst
- Malines
- Walem
- Rumst
- Waerloos
- Kontich
- Edegem
- Hove
- Mortsel
- Berchem
- Anvers
- Merksem
- Brasschaat
- Maria-ter-Heide
- Gooreind
- Wuustwezel
- Braken

## Dédoublements

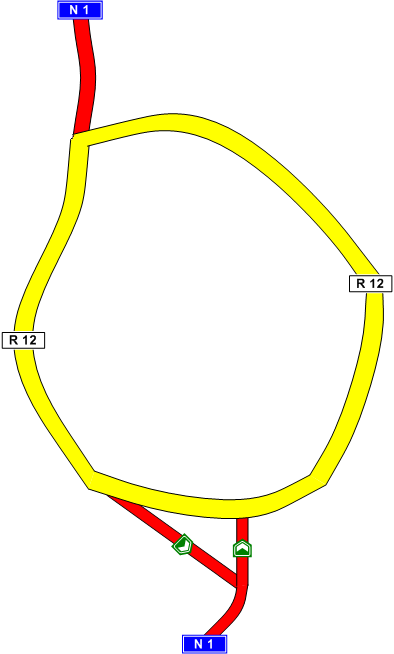
La N1 autour de Malines.

### N1a
La N1a est une bretelle qui se situe à Malines. Elle relie le périphérique R12 à la N1, à proximité de la gare de Malines . Elle s'étend sur environ 500 mètres et passe par la Leopoldstraat. Cette voie est aménagée en sens unique et n'est accessible que depuis le R12 vers la gare. Elle croise la N1b sur son parcours.

### N1b
La N1b est une bretelle d’une longueur de 230 mètres à Malines. Elle relie le périphérique R12 à la N1a via la Colomastraat. Cette voie est également aménagée en sens unique et ne peut être empruntée que dans la direction allant du R12 vers la N1a

### 
La N1c est une bretelle d’une longueur de 700 mètres située près de Rumst. Elle permet de relier la N1 à l’autoroute A1 (E19) en passant par la Bussestraat.

### N1d
La N1d est une bretelle de 1,2 kilomètre située à proximité de Haren-Buda. Elle relie la N1 à la rocade R22, à la limite entre le Brabant flamand et la Région de Bruxelles-Capitale. Cette voie traverse la Diegemstraat, la Generaal Lemanlaan et la Budasteenweg, ainsi que plusieurs lignes de chemin de fer grâce à des viaducs. La gare de Buda est également située le long de cet itinéraire.

## Statistiques de fréquentation
| Poste | BK  | Début                        | Fin                          | Trafic moyen journalier (6h–22h, en milliers) | Trafic moyen journalier (6h–22h, en milliers) | Trafic moyen journalier (6h–22h, en milliers) | Trafic moyen journalier (6h–22h, en milliers) | Trafic moyen journalier (6h–22h, en milliers) | Trafic moyen journalier (6h–22h, en milliers) | Trafic moyen journalier (6h–22h, en milliers) |
| Poste | BK  | Début                        | Fin                          | 1985                                          | 1990                                          | 1995                                          | 2000                                          | 2005                                          | 2010                                          | 2015                                          |
| ----- | --- | ---------------------------- | ---------------------------- | --------------------------------------------- | --------------------------------------------- | --------------------------------------------- | --------------------------------------------- | --------------------------------------------- | --------------------------------------------- | --------------------------------------------- |
| 1020  | 0,1 | Bruxelles (Avenue Van Praet) | Bruxelles (Rue du Lion) N201 | 7,2                                           | 8,2                                           | 9,0                                           | 10,5                                          | 11,5                                          | –                                             | –                                             |